# 55330 Shekwaihung
55330 Shekwaihung è un asteroide della fascia principale. Scoperto nel 2001, presenta un'orbita caratterizzata da un semiasse maggiore pari a 2,614320 UA e da un'eccentricità di 0,071082, inclinata di 3,224415° rispetto all'eclittica.